# Лындина, Эльга Михайловна
Э́льга Миха́йловна Лындина (26 декабря 1933 — 5 декабря 2022) — советская и российская сценаристка, киновед, кинокритик. Член Союза кинематографистов СССР (Московское отделение). Член-корреспондент Российской Национальной киноакадемии искусств и науки.

## Биография
В 1956 году окончила Киевский государственный университет им. Т. Г. Шевченко, а в 1968 году — сценарный факультет Всесоюзного государственного института кинематографии.
Как сценарист работала с такими режиссёрами, как Андрей Прошкин, Сергей Урсуляк, Андрей Эшпай, Толомуш Океев и другими.
Автор ряда книг и статей о киноактёрах — Георгии Вицине, Зиновии Гердте, Евгении Киндинове, Анне Каменковой, Нине Руслановой, Викторе Сухорукове, Олеге Меньшикове и др.
Умерла 5 декабря 2022 года в Москве. Урна с прахом захоронена в колумбарии Введенского кладбища.

## Отзывы
Оценивая книгу «Суйменкул Чокморов» (1985), киновед Людвига Закржевская в журнале «Искусство кино» (№ 1, 1987) выразила мнение, что Эльге Лындиной удалось «без славословия и любования» рассказать о «невидимых миру трудностях самоосуществления таланта».

## Фильмография

### Сценарист
- 1974 — Эхо любви
- 1975 — Красное яблоко
- 2004 — Долгое прощание
- 2006 — Многоточие
- 2006 — Инфант
- 2010 — Элизиум
- 2012 — Искупление
- 2013 — Женщина эпохи танго (документальный)
- 2013 — Мгновения. Татьяна Лиознова (документальный)
- 2018 — Таня… (документальный)

## Награды
- Лауреат национальной премии гильдии киноведов и кинокритики России в области киноведения и кинокритики «Белый слон».